# 兵庫寮
兵庫寮（ひょうごりょう）は、兵部省所管の兵庫（左右兵庫・内兵庫）の後身である軍事官司。和訓は「つわもののくらのつかさ」、唐名は武庫署。
『日本書紀』朱鳥元年（686年）条において難波に置かれた兵庫職が見える。令制では、左右兵庫と内兵庫があり、前者には頭・助・大允・少允・大属・少属各1人及び使部20人・直丁2人。後者には正・佑・令史各1人などの職員があった。左右兵庫は元旦儀衛・蕃客宴会などの儀礼や戦闘で用いる儀仗・兵器を色別に棚に安置して、その出納・曝涼・修理などにあたった。兵庫寮の武器管理の責任は重く、儀仗・武器の出納には、勅を必要とするなど厳重な管理下に置かれていた。一方、内兵庫については不明な点も多く、天皇御料の武器を管理していたとする説や非常に備えて左右兵庫と同様の組織を置いたとする説などがある。その後、大同3年（806年）に官司の整理のために内兵庫が左右兵庫に分割・合併され、翌年に左右兵庫にそれぞれ史生2名が追加された。
寛平8年9月7日（896年10月17日）、左右兵庫・造兵司・鼓吹司の4官司を統合して兵庫寮として、頭・助・大允・少允・大属・少属各1人、史生4人・使部12人などの職員を置いた。兵庫本来の任務としての朝廷における儀仗・武器の管理・出納に加えてもと造兵司所属の雑工戸や鼓吹司所属の鼓吹戸を管理し、造兵司が扱っていた儀仗・武器の製造や鼓吹司が扱っていた鼓吹の教習なども掌った。庁舎は安嘉門内西掖に置かれ、歴代の儀仗・武器などを収めるために多くの倉庫が併設されていたが、火災などで古くから伝わる秘蔵の儀仗・武器などが失われたことが問題にされたという。

## 職員
- 頭（従五位上相当）1名 唐名:武庫令、武庫将軍、武部郎中、庫部郎中
- 助（正六位下相当）1名 唐名:武庫員外郎
- 允 唐名:武庫丞
  - 大允（正七位上相当）1名　
  - 少允（従七位上相当）1名
- 属 唐名:武庫主事、武庫府、庫部主事
  - 大属（従八位上相当）1名　
  - 少属（従八位下相当）1名
- 史生
- 使部